# Radovani
Radovani – wieś w Chorwacji, w żupanii istryjskiej, w gminie Višnjan. W 2011 roku liczyła 48 mieszkańców.